# Argentinská hokejová reprezentace
Argentinská hokejová reprezentace (španělsky : Selección de hockey sobre hielo de Argentina) je národní hokejové mužstvo Argentiny. Argentinskou asociací ledního a in-line hokeje (Asociación Argentina de Hockey sobre Hielo y en Línea - AAHHL) sdružuje 1143 registrovaných hráčů (z toho 550 seniorů), majících k dispozici 2 vnitřní a 1 otevřený stadion s umělou ledovou plochou. Argentina je přidruženým členem Mezinárodní federace ledního hokeje od 31. května 1998. Argentina zatím nehrála na Mistrovství světa ani Olympijských Hrách a proto není v žebříčku IIHF. Týmové barvy jsou světle modrá, bílá a černá.

## Historie
Argentina se zúčastnila všech čtyř ročníků Panamerického turnaje v Ciudad de México v letech 2014 - 2017 (3.místo).
V letech 2018,2019,2021 a 2023 (vítězství) se Argentina zúčastnila turnaje Amerigol LATAM Cup v Coral Springs, a v roce 2022 turnaje Amerigol LATAM Spring Classic v Dallasu.
V letech 2023 (2.místo) a 2024 se Argentina zúčastnila turnaje Development Cupu ve slovenské Bratislavě.

## Mezistátní utkání Argentiny
18.02.2012  Mexiko 5:1 Argentina 
19.02.2012  Mexiko 10:1 Argentina 
02.03.2014  Kolumbie 11:1 Argentina 
05.03.2014  Argentina 5:3 Brazílie 
08.03.2014  Mexiko 18:0 Argentina 
09.03.2014  Kolumbie 9:1 Argentina 
03.06.2015  Kolumbie 8:0 Argentina 
04.06.2015  Mexiko 9:1 Argentina 
07.06.2015  Brazílie 6:1 Argentina 